# Carmelo Anthony
Carmelo Kyam Anthony  (Brooklyn, Nueva York, 29 de mayo de 1984) es un exbaloncestista estadounidense que disputó 19 temporadas en la NBA. Con 2,01 metros de estatura, jugaba en la posición de alero.
En su primer y único año en la Universidad de Siracusa, lideró al equipo al campeonato de la NCAA de 2003 y fue nombrado Mejor Jugador de la NCAA y MVP de la East Regional. Posteriormente fue seleccionado por los Denver Nuggets en la 3.ª posición del Draft de la NBA de 2003. En la NBA, disputó el All-Star Game en diez ocasiones y fue incluido, en cuatro ocasiones en el tercer mejor quinteto de la temporada y dos en el segundo. Fue primer baloncestista estadounidense con cuatro participaciones olímpicas, el primer medallista cuatro veces seguidas y el primero de los hombres en ganar tres medallas de oro, desde su participación a los 20 años en Atenas 2004 hasta Río 2016. Es uno de los pocos jugadores masculinos con 4 medallas olímpicas (3 de ellas de oro). También consiguió un bronce en el Mundial de 2006.

## Trayectoria deportiva

### High School
Carmelo Anthony nació en Red Hook, un barrio de Brooklyn, Nueva York. Su padre era de origen puertorriqueño y murió de insuficiencia hepática antes de que Carmelo cumpliera los tres años. Su madre, Mary, tuvo que cuidar por su cuenta a su hijo y a sus tres hermanos mayores.
Mary trabajó largas horas como ama de casa para mantener a su familia. Los hermanos y hermanas de Carmelo eran mucho mayores que él, por lo que ayudaron a su madre a cuidar al pequeño de la casa. Él amaba el baloncesto, tanto el universitario como el profesional. Con 8 años, Carmelo se mudó con su familia a Baltimore, instalándose en un barrio en el lado oeste de la ciudad conocido como "La Farmacia". La delincuencia y las drogas se podían encontrar en cada esquina.
Su carrera baloncestística la comenzó jugando de base en el Towson Catholic High School en otoño de 1998, aunque fue despedido del equipo de baloncesto. En verano de 1999, creció cinco pulgadas y se convirtió en uno de los mejores jugadores de la zona, promediando durante la temporada 14 puntos, 5 rebotes, 4 asistencias y 2 robos. Towson Catholic logró un balance de 26-3 y finalizó tercero en el campeonato estatal. Carmelo disfrutó de un gran año como júnior, casi duplicando sus promedios anotadores y reboteadores, y a pesar de que Towson Catholic no consiguió el título estatal, fue nombrado Jugador del Año de la Ciudad y Condado de Baltimore, Jugador del Año All-Metropolitan y Jugador del Año de la Baltimore Catholic League. Su estrellato se le subió a la cabeza y comenzó a pensar en jugar en la NBA, haciendo caso omiso de sus trabajos escolares y suspendiendo varias asignaturas, lo que preocupó a su madre.
Numerosas universidades estaban interesadas en contar con él, en especial las de la Costa Este. Anthony se decidió pronto y antes de su último año de instituto anunció que iba a asistir a la Universidad de Siracusa. Como fan de los Orangmen desde sus días en Nueva York, a Carmelo le gustaba el estilo de juego del entrenador Jim Boeheim.
Sin embargo, su ingreso en Syracuse no estaba garantizado, ya que sus registros académicos cada vez descendían más y necesitaba mejorar en sus clases para entrar en la universidad. Para ello, estuvo de acuerdo con su madre en cambiar de escenario. Primero miraron en la Hargrave Military Academy de Virginia, y más tarde hablaron con Steve Smith, entrenador de baloncesto de Oak Hill Academy, con la que finalmente se quedaron. En verano, Carmelo lideró al AAU Baltimore Select Team a la Final a cuatro del Adidas Big Time Tournament en Las Vegas. Contra las mayores promesas del país, Anthony promedió 25,2 puntos por partido, lo que le puso en el punto de mira de la NBA. Junto con Amare Stoudemire era considerado una futura estrella de la NBA.
Anthony también participó en el USA Basketball Youth Development Festival en Colorado, donde ayudó al Este a conseguir la medalla de plata y co-lideró el torneo en anotación con 24 puntos y un 66% de acierto en tiros de campo. El único jugador que se acercó a su juego fue LeBron James, convirtiéndose en amigos y más tarde rivales en la NBA.
Tras pasar el verano en clases y en el gimnasio, los resultados académicos y deportivos de Anthony se hicieron notar. Los Warriors de Oak Hill entraron en la temporada 2000-2001 con una racha de 42 victorias consecutivas y ganaron dos grandes torneos, incluido el Nike Academy National Invitational en Texas. Pero ningún partido era más esperado que el que les enfrentaba ante St. Vincent-St. Mary, equipo de Ohio en el que jugaba LeBron James. El partido fue considerado como un enfrentamiento entre James y Carmelo. James anotó 36 puntos, mientras que Anthony, con 34, lideró a los Warriors a la victoria por dos puntos. Los Warriors finalizaron la temporada como terceros del país, con un 32-1 y con Carmelo en 22 puntos, 7,1 rebotes y 3 asistencias por encuentro. Fue uno de los cinco finalistas para el Naismith Prep Player of the Year Award, y fue incluido en el mejor equipo del All-USA por USA Today y en el primer equipo del All-American por Parade Magazine y Basketball America.
El siguiente paso en su carrera fue la disputa de los All-Star del high school. En el Michael Jordan’s Brand Capitol Classic anotó 27 puntos, y en el McDonald's All-America aportó 19. Hoop Scoop le colocó en el primer lugar en la promoción de sénior de 2002, mientras que College Basketball News y All-Star Sports le situaron entre los tres primeros.
Antes de ir a la universidad, Carmelo viajó a Venezuela para disputar el torneo clasificatorio para el Campeonato Mundial Júnior. Anthony jugó de ala-pívot y terminó tercero en el equipo en rebotes y como máximo anotador. Su mejor encuentro fue ante Argentina, consiguiendo 23 puntos en la victoria por 75-73. Finalmente, el combinado estadounidense regresó a casa con la medalla de bronce.

### Universidad
La llegada de Carmelo a Syracuse fue el evento más esperado en el campus en años. Junto con el base Gerry McNamara y el alero Matt Gorman, fue el corazón de la generación de freshmans de Boeheim más talentosa de la última década. Desde los días de Billy Owens, los Orangemen no contaban con una estrella del calibre de Anthony.
Inicialmente, Carmelo tuvo problemas de adaptación en el campus. Syracuse era fría, encontrar las aulas era a menudo un desafío y su papel en el equipo no estaba aún definido. Pero más tarde se acostumbró al entorno y en la apertura de la temporada de Syracuse, en el Madison Square Garden ante Memphis en el Coaches vs. Cáncer Classic, Anthony anotó 21 puntos y cogió 8 rebotes en el primer tiempo. A pesar de que los Orangemen cayeron por 70-63, Carmelo dio muestras de su talento. Syracuse se recuperó de la derrota y ganó los 10 siguientes partidos. El equipo funcionaba y a mediados de febrero se enfrentaron contra Notre Dame en una batalla por el primer lugar en la División Oeste. En la segunda parte, Anthony anotó 18 de sus 26 puntos y lideró la victoria de su equipo por 82-80. Una semana más tarde, los Orangemen impresionaron al ganar por un punto a los Spartans en Míchigan State con 25 puntos de Carmelo.
Anthony finalizó la temporada regular con un promedio de 22,2 puntos (16.º en la NCAA, 4.º en la Big East) y 10 rebotes por partido (19.º en la NCAA, 3.º en la Big East y 1.º entre los freshman de la División I de la NCAA), y sus actuaciones provocaron que en un partido, los más de 30 000 aficionados cantaran "¡Un año más!". Anthony fue nombrado Freshman del Año, Rookie del Año de la Big East Conference y fue incluido en el mejor quinteto de la conferencia y en el segundo equipo del All-America por Associated Press.
El primer partido del torneo de la NCAA les enfrentó con Manhattan, donde el trío Carmelo, McNamara y Edelin dio la victoria por 76-65. En segunda ronda el rival fue Oklahoma State. Con un Carmelo inexistente, los Orangmen se encontraron 17 abajo en el primer tiempo. En la segunda parte el equipo reaccionó y finalmente consiguieron la victoria por 68-56. Por entonces, Carmelo fue nombrado Freshman del Año por Basketball Times. En el Sweet 16, frente a Auburn, Syracuse sudó para obtener el triunfo al ganar por la mínima, 79-78, y posteriormente una fácil victoria ante Oklahoma les dio el pase a la Final Four de la NCAA por primera vez desde 1996. Anthony anotó 20 puntos y cogió 10 rebotes.
En las semifinales nacionales se enfrentaron a Texas, el que los expertos preveían como campeón y que contaba con T.J. Ford. Anthony realizó el mejor partido de su carrera universitaria con 33 puntos (12 de 19 en tiros) y 14 rebotes. E incluso bromeó con Rick Barnes, entrenador de Texas, sobre la defensa que estaba recibiendo. Syracuse finalmente venció por 95-84. En la final se midieron las caras con Kansas, cuyos mejores jugadores eran Kirk Hinrich y Nick Collison. Syracuse comenzó ganando por 18 puntos en el primer tiempo, pero Kansas remontó y colocó el marcador a 80-78 con menos de un minuto para el final. Con la oportunidad de empatar el partido en la última posesión, Hakim Warrick taponó un triple de Hinrich para cerrar el encuentro. Carmelo aportó 20 puntos, 10 rebotes y 7 asistencias, y fue nombrado Jugador Más Destacado, siendo el tercer freshman en conseguirlo.
Menos de tres semanas más tarde, Carmelo anunció sus intenciones de abandonar la universidad para presentarse al Draft de la NBA. Boeheim no se interpuso en la decisión de su estrella.

#### Estadísticas
| Año     | Equipo   | PJ | PT | MPP  | %TC  | %3P  | %TL  | RPP  | APP | ROB | TPP | PPP  |
| ------- | -------- | -- | -- | ---- | ---- | ---- | ---- | ---- | --- | --- | --- | ---- |
| 2002–03 | Syracuse | 35 | 35 | 36.4 | .453 | .337 | .706 | 10.0 | 2.2 | 1.6 | 0.9 | 22.2 |

### NBA

#### Denver Nuggets (2003–2011)

##### Temporada 2003-04

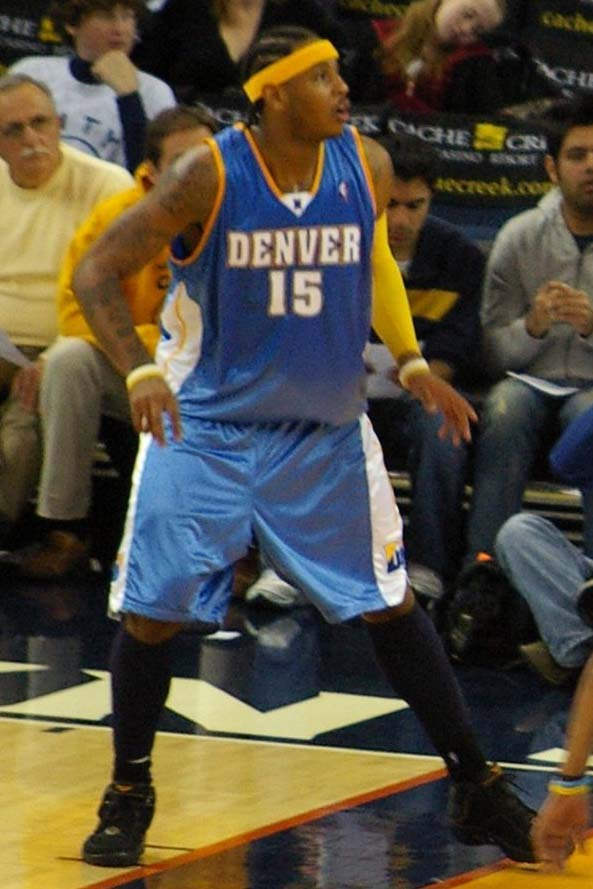
Anthony llegó a los Nuggets en 2003.

Con Cleveland Cavaliers habiendo elegido a LeBron James en la primera posición del Draft de la NBA de 2003, la duda sobre quien saldría elegido en la segunda plaza era entre el pívot serbio Darko Miličić y Anthony. Detroit Pistons se decantó por Milicic, ya que buscaban un hombre alto para añadir tamaño en la pintura y porque les gustaba el futuro de Tayshaun Prince, que jugaba en la posición de Carmelo. Afortunadamente para Denver Nuggets, existía la posibilidad de que escoger a Carmelo en la tercera posición, algo sobre lo que dudaban antes del Draft, por lo que le seleccionaron. Con Carmelo Anthony en los Nuggets de Denver, el equipo pasó de ser uno de los peores de la liga a un fijo en las eliminatorias. Carmelo se acopló rápidamente a un equipo que contaba con Andre Miller en el puesto de base y con Marcus Camby y Nene Hilario en la zona. En uno de los partidos de esa temporada Carmelo enfrentó a Orlando Magic dónde sufrió la mayor anotación de puntos individual ante un gran anotador, Tracy McGrady, en ese encuentro T-Mac anotó 51 puntos, 8 triples incluidos y 20 de 30 en tiros de campo mientras Carmelo finalizó con 17 puntos y 6 de 23 en tiros de campo.
El 29 de octubre de 2003 debutó en la liga en la victoria por 80-72 ante San Antonio Spurs, anotando 12 puntos y cogiendo 7 rebotes. En su sexto partido, Anthony anotó 30 puntos, convirtiéndose en el segundo jugador más joven en anotar 30 puntos o más (con 19 años y 151 días; Kobe Bryant fue el más joven). El 9 de febrero de 2004, Anthony se convirtió en el tercer jugador más joven en alcanzar los 1000 puntos en una temporada tras anotar 20 puntos a Memphis Grizzlies.
Días después participó en el Rookie Challenge del All-Star Weekend, donde en 30 minutos de juego firmó 17 puntos, 3 rebotes y 5 asistencias. El 30 de marzo anotó 41 puntos frente a Seattle SuperSonics, siendo la mayor anotación en la historia de los Nuggets por un rookie. También fue el segundo jugador más joven (19 años, 305 días) en anotar 40 puntos en un partido de la NBA. Tras ser nombrado mejor rookie del mes de abril, Anthony se convirtió en el cuarto jugador en la historia de la NBA en conseguir los seis premios de rookie del mes. Los otros fueron David Robinson, Tim Duncan y LeBron James. Anthony también cosechó los premios de jugador de la semana (10 de marzo-14 de marzo de 2004 y 6 de abril-10 de abril) y fue incluido en el mejor quinteto de rookies de la temporada. Anthony promedió 21 puntos durante la campaña, siendo el líder en anotación de los rookies y el 12.º en la liga. Anthony fue segundo en la votación por el Rookie del Año, finalizando por detrás de James.
Los Nuggets ganaron 43 partidos durante la temporada, por encima de los 17 del año anterior. En playoffs fueron eliminados en primera ronda por Minnesota Timberwolves en cinco partidos, pero la aparición del equipo en las eliminatorias fue la primera desde 1995. Los Nuggets ganaron uno de los partidos en casa de la eliminatoria con un notable Anthony, autor de 20 puntos y 10 rebotes, pero en el siguiente partido dio muestras de su inexperiencia fallando 15 de sus 16 lanzamientos a canasta. En el último partido, con un leve esguince de rodilla, no jugó.

##### Temporada 2004-05
Antes de comenzar la temporada 2004-05, Anthony se centró en su salud y en su relación con el entrenador Jeff Bzdelik. Ambos tuvieron sus diferencias durante la temporada 2003-04, principalmente en la forma de ejecutar el ataque, aunque los dos compartían un odio a perder que les unía. El inicio de temporada fue desastroso, con un balance de 13 victorias y 15 derrotas, siendo Bzdelik despedido y sustituido por el exjugador de los Lakers Michael Cooper.
La temporada de los Nuggets dio un vuelco con la contratación de George Karl como técnico a finales de enero. El veterano entrenador introdujo un nuevo sentido de la disciplina en el club, y permitió a los Nugs correr, con la condición de un esfuerzo defensivo adicional. Karl fue particularmente duro con Carmelo, lo empujó a entrenar diariamente, desafiándole a trabajar duro en cada faceta de su juego y aceptando plenamente su papel como líder del equipo. Los Nuggets finalizaron la campaña con un récord de 49-33, segundo en la División Noroeste y séptimo en la Conferencia Oeste. Carmelo promedió 20,8 puntos, el 19.º en la NBA, en 82 partidos, 75 de ellos como titular. En febrero de 2005 disputó el Rookie Challenge, siendo nombrado MVP del partido al cosechar 31 puntos, 5 rebotes, 2 asistencias y 2 robos de balón.
En playoffs se enfrentaron en primera ronda a San Antonio Spurs y, a pesar de que les vencieron en el partido de la serie en Texas, fueron eliminados en cinco encuentros. La frustración de Carmelo fue evidente en el quinto partido, cuando fue multado por la NBA con 7500 dólares por empujar a Manu Ginóbili.

##### Temporada 2005-06
Anthony jugó 80 partidos durante la temporada 2005-06, todos como titular, y promedió 26,5 puntos (8.º en la NBA, mejor marca en los Nuggets desde el sexto puesto de Michael Adams en 1990-91), 2,7 asistencias, 4,9 rebotes y 1,1 robos.
El 23 de noviembre de 2005, Anthony capturó el rebote 1000 en su carrera, en un partido que les enfrentaba a Detroit Pistons. Un mes después anotó 45 puntos, por entonces récord personal, en la derrota ante Philadelphia 76ers, y en marzo de 2006 firmó 33 puntos frente a Memphis Grizzlies, llegando hasta los 5000 puntos en su carrera. En el mes de marzo, con un récord de 11-5 de los Nuggets, Anthony fue nombrado Jugador del Mes tras promediar 29,9 puntos. También fue Jugador de la Semana del 13 de marzo al 19 de marzo. Al final de la temporada fue incluido en el tercer mejor quinteto de la NBA.
Durante la temporada, Anthony dio cinco partidos a los Nuggets con canastas suyas en los cinco segundos finales: en Houston el 8 de enero de 2006, en casa frente a Phoenix Suns el 10 de enero, en Mineápolis el 24 de febrero, en Indianápolis el 15 de marzo, y en casa ante Los Angeles Lakers el 6 de abril. Todos esos tiros ganadores fueron lanzamientos en suspensión, mientras que el tiro ante Minnesota fue un triple. Anthony también anotó una canasta en los segundos finales para forzar una prórroga contra Dallas Mavericks el 6 de enero, hizo tiros en los últimos 22 segundos ante Cleveland Cavaliers el 18 de enero de 2006, y frente a Philadelphia 76ers el 9 de marzo, lideró a los Nugs al triunfo.
Los Nuggets cerraron la liga regular en la tercera posición, ganando la División Noroeste por primera vez en la carrera de Anthony. Denver se midió a Los Angeles Clippers, sextos en el Oeste, en primera ronda de playoffs. Los Clippers se hicieron con la ventaja de campo en las series, debido a que finalizaron la temporada con mejor récord que los Nuggets (Denver 44-38; Los Ángeles 47-35). Los Clippers ganaron la eliminatoria por 4-1, ganando un partido en Denver, lo que suponía el tercer fracaso a primeras de cambio consecutivo de la franquicia.

##### Temporada 2006-07
En el octavo partido de la temporada, una victoria por 117-109 en casa ante Toronto Raptors, Anthony igualó el récord de franquicia de 6 partidos con 30 o más puntos en posesión de Alex English que databa de la temporada 1982-83. Casualmente, English fue testigo de la actuación de Anthony ya que era entrenador asistente de los Raptors. Anthony se quedó cerca de superar el récord en el noveno partido al anotar 29 puntos. Tras este partido, Anthony igualó de nuevo el mismo récord, volviéndose a quedar a las puertas de batirlo al hacer 24 puntos en el 16.º partido, ante Atlanta Hawks, el 6 de diciembre.
10 días después, Anthony fue uno de los muchos jugadores que se implicó en la pelea entre jugadores de New York Knicks y Denver Nuggets durante un partido en el Madison Square Garden. Las imágenes mostraron a Anthony lanzando un puñetazo en la cara del jugador de los Knicks Mardy Collins y posteriormente marchándose corriendo. Como resultado de sus acciones fue suspendido durante 15 partidos por el Comisionado de la NBA David Stern. Más tarde, Allen Iverson fue traspasado a los Nuggets, formando con Anthony uno de los mejores dúos anotadores de la liga. Ambos no jugaron juntos hasta el 22 de enero, ante Memphis Grizzlies, el día que Anthony regresaba de su sanción. Anthony finalizó el partido con 28 puntos, mientras que Iverson hizo 23.
El 2 de febrero, Anthony y su compañero J.R. Smith tuvieron un accidente de tráfico de poca importancia, saliendo ambos ilesos y sin lesiones. La única información revelada por el equipo fue que el coche que Smith conducía pertenecía a Anthony. Tres días más tarde, Carmelo consiguió su primer triple-doble en la NBA, con 31 puntos, 10 rebotes y 10 asistencias, en la derrota por 113-108 ante Phoenix Suns. Anthony no fue elegido para disputar el All-Star Game con el Oeste, aunque tras las lesiones de Yao Ming y Carlos Boozer, Carmelo fue elegido como sustituto junto con Josh Howard. Anthony anotó 20 puntos y cogió 9 rebotes en su debut en un All-Star. Fue el primer jugador de los Nuggets en jugar este partido desde Antonio McDyess en 2001.
Anthony fue premiado como mejor jugador de la semana en tres ocasiones durante la temporada (20 de noviembre al 26 de noviembre, 27 de noviembre al 3 de diciembre, y 5 de febrero al 11 de febrero) y recibió el premio al mejor jugador del mes en abril, tras liderar a los Nuggets en 10 victorias de 11 partidos. El equipo terminó la campaña en la sexta posición del Oeste y Anthony finalizó como segundo máximo anotador de la liga por detrás de Kobe Bryant, con un promedio de 28,9 puntos por partido, a los que añadió 6 rebotes, 3,8 asistencias y 1,2 robos de balón. Fue incluido en el tercer mejor quinteto de la liga por segundo año consecutivo, y por segunda vez en tres años, los Nuggets se enfrentaron a San Antonio Spurs en primera ronda de playoffs. Al igual que en 2005, Denver ganó el primer partido en San Antonio, 95-89, antes de perder los cuatro siguientes. Los Nuggets fueron eliminados en primera ronda por cuarto año consecutivo. En la serie, Anthony promedió 26,8 puntos, 8,6 rebotes y 1,2 asistencias.

##### Temporada 2007-08

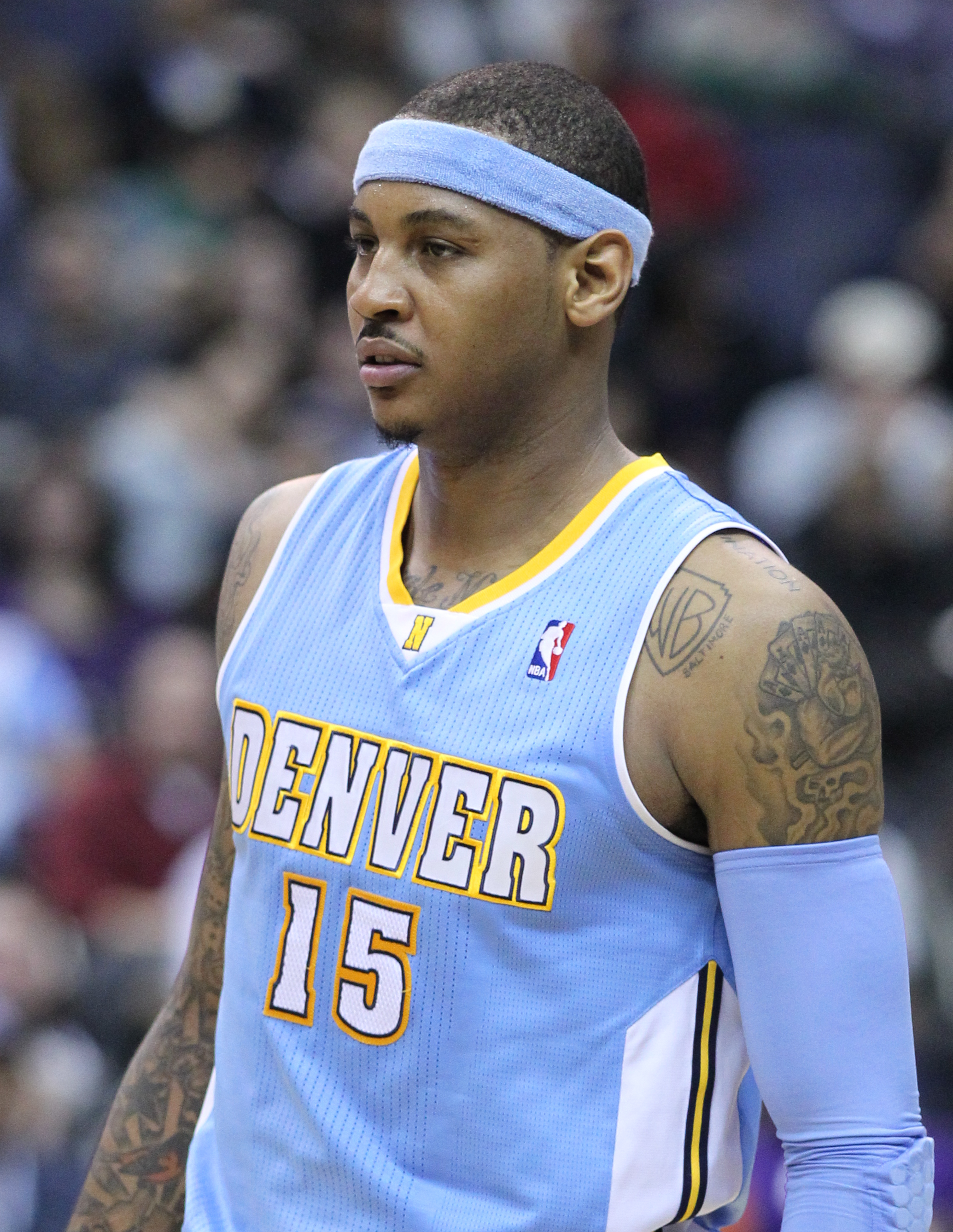
Melo en un partido con los Nuggets.

El 24 de enero de 2008, Melo fue incluido en el All-Star Game, segundo en su carrera y primero como titular. Finalizó como líder en la votación entre los aleros de la Conferencia Oeste (1 723 701 de votos) y segundo en general tras Kobe Bryant (2 004 940 de votos) entre los jugadores del Oeste. El 8 de febrero, Carmelo anotó 49 puntos, récord individual, en la victoria por 111-100 ante Washington Wizards. Tuvo un 76% en tiros de campo, 19 de 25, y su porcentaje fue el segundo mejor en los últimos 13 años para un jugador que lanzara más de 25 veces a canasta (Bryant era el primero con un 76,9%, 20 de 26, en el año 2000).
El 27 de marzo ante Dallas Mavericks, Melo anotó el punto 9000 en su carrera, convirtiéndose en el segundo jugador más joven el llegar a esa marca. Jugó 77 partidos durante la temporada regular y finalizó como el cuarto máximo anotador de la liga con 25,7 puntos por encuentro, además de 7,4 rebotes (mejor promedio reboteador en su carrera), 3,4 asistencias y 1,3 robos de balón.
Los Nuggets vencieron en 50 partidos, igualando el tercer mejor récord en la historia de los Nuggets desde que el equipo entró en la NBA en 1976. Fue la primera vez, desde la temporada 1987-88, que los Nuggets finalizaban con 50 victorias en su casillero. Denver entró en los playoffs como octavo en el Oeste, convirtiéndose en el equipo con más triunfos en ser 8.º en la historia. Los Nuggets se vieron las caras con Los Angeles Lakers (mejor equipo del Oeste con un balance de 57-25) en primera ronda de playoffs. Los siete partidos que separaban el récord de los Nuggets con el de los Lakers era el margen más corto entre un octavo de conferencia y un primero desde que la NBA adoptara el formato de 16 equipo en playoffs en 1984. Los Lakers barrieron a los Nuggets en cuatro partidos, siendo la segunda vez en la historia de la NBA en la que un equipo con 50 victorias es barrido en una serie de playoffs de siete partidos en primera ronda. Durante la eliminatoria, Anthony promedió 22,5 puntos, 9,5 rebotes, 2 asistencias y 0,5 robos de balón.

##### Temporada 2008-09
El 10 de diciembre de 2008, en la victoria por 116-105 en casa frente a Minnesota Timberwolves, Anthony igualó el récord de George Gervin de más puntos anotados en un cuarto en la historia de la NBA con 33 puntos en el 3.º. Gervin estableció el récord cuando competía con David Thompson por el título anotador en el último día de la temporada 1977-78. Anthony anotó 12 de sus 15 lanzamientos (80%) en el tercer cuarto y finalizó el encuentro con 45 puntos, 11 rebotes, 3 asistencias y 4 robos.
Menos de un mes después, Carmelo se rompió un hueso de la mano en un partido ante Indiana Pacers. Optó por tener la mano en cabestrillo en lugar de operarse, por lo que su recuperación se estimaba en tres o cuatro semanas. A finales de diciembre ya se había perdido tres partidos por dolores en el codo. Anthony regresó de la lesión el 30 de enero de 2009 en un partido que le enfrentaba a Charlotte Bobcats y en el que aportó 19 puntos. Anthony recibió una sanción de un partido por los Nuggets por permanecer en la cancha y negarse a ser sustituido después de que el entrenador George Karl le mandara al banquillo ante los Pacers.
Los Nuggets finalizaron campeones de la División Noroeste y segundos en la Conferencia Oeste con 54 victorias (54–28, igualando el récord de la franquicia). Anthony promedió 22,8 puntos por noche y logró un 37,1% de acierto en triples, la mejor marca en su carrera. Tras caer eliminado en primera ronda de playoffs durante cinco años consecutivos (2004–2008), el 29 de abril de 2009, Melo ganó su primera serie de playoffs tras la victoria de los Nuggets ante New Orleans Hornets en casa por 86-107. Anthony firmó 34 puntos, récord personal en postemporada, y 4 robos de balón. Los Nuggets derrotaron a los Hornets en cinco encuentros en primera ronda y posteriormente a Dallas Mavericks por 4-1 en las Semifinales de Conferencia, con Anthony anotando 30 puntos en el quinto partido. En el tercer duelo de la eliminatoria, Anthony anotó un triple en el último segundo para dar la victoria a su equipo por 103-105. Denver avanzó a las Finales de Conferencia, pero fue eliminado en seis partidos por Los Angeles Lakers.

##### Temporada 2010-11
La temporada 2010-11 comenzó con rumores sobre un posible traspaso, ya que Anthony se había negado a firmar una extensión de contrato con los Nuggets. Tras el parón del All-Star Game de la NBA 2011, New York Knicks, Denver Nuggets y Minnesota Timberwolves llegaron a un acuerdo en el que Chauncey Billups y Melo recalaban en los Knicks a cambio de Timofey Mozgov, Danilo Gallinari, Wilson Chandler y Raymond Felton.

#### New York Knicks (2011–2017)

##### Temporada 2011-12

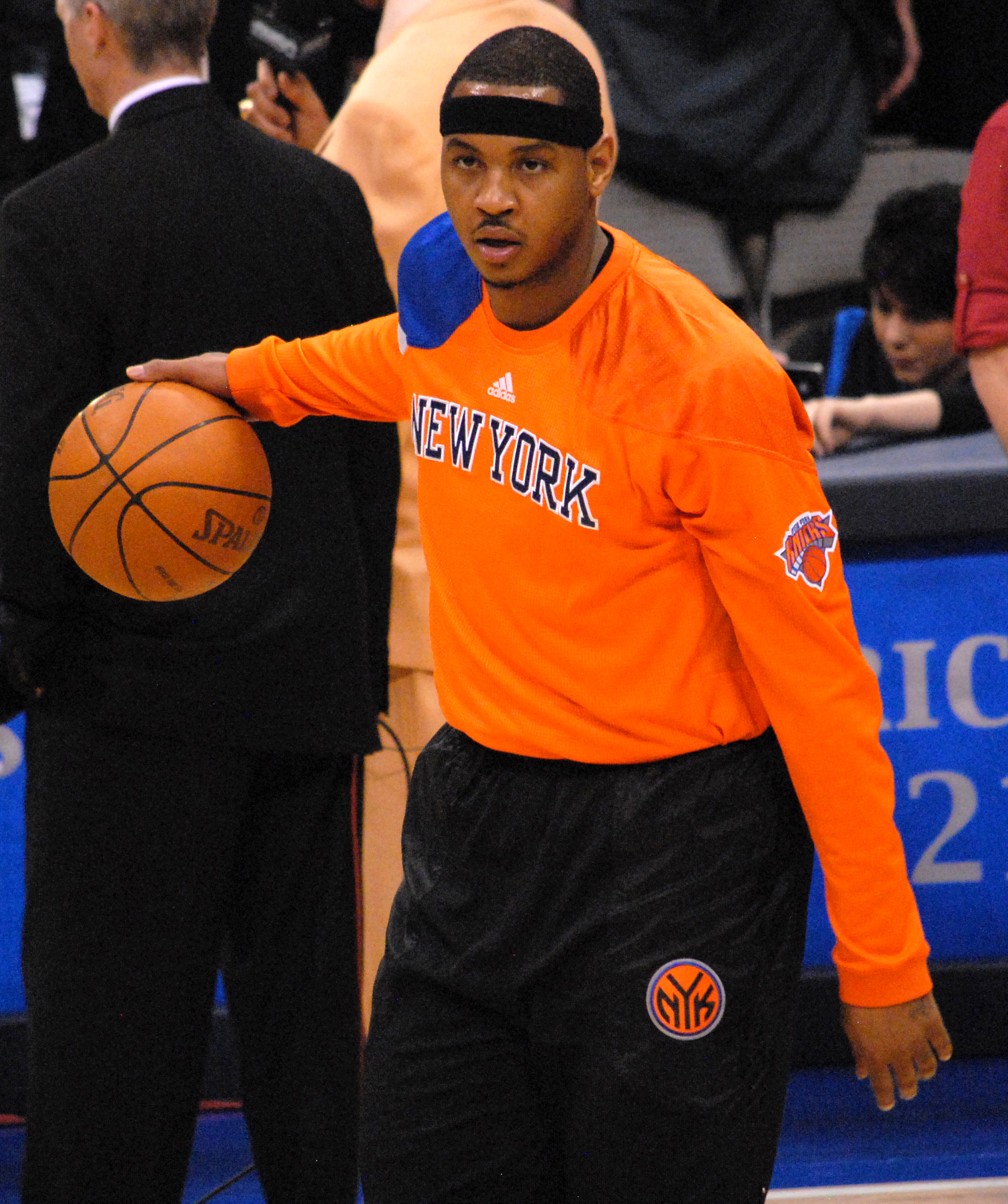
Carmelo Anthony en 2012.

Tras el lock-out los Knicks se reforzaron con la llegada de Tyson Chandler y la explosión de Jeremy Lin a mitad de campaña, pero aun así fueron eliminados de nuevo en primera ronda, esta vez por 4-1 contra los Miami Heat.
Se recordará el partido contra los Chicago Bulls dónde anotó 43 puntos como uno de los mejores partidos del año y de la carrera de Melo debido a dos triples decisivos, uno para llevar el partido a la prórroga y otro para ganar el partido.
No fue la mejor temporada para Anthony, que sufrió algunas lesiones y solo pudo promediar 22,6 puntos en la temporada regular, aunque aumentó sus promedios en play-offs hasta los 27,8 ppp.
Sería elegido en el Tercer mejor quinteto de la NBA.

##### Temporada 2012-13

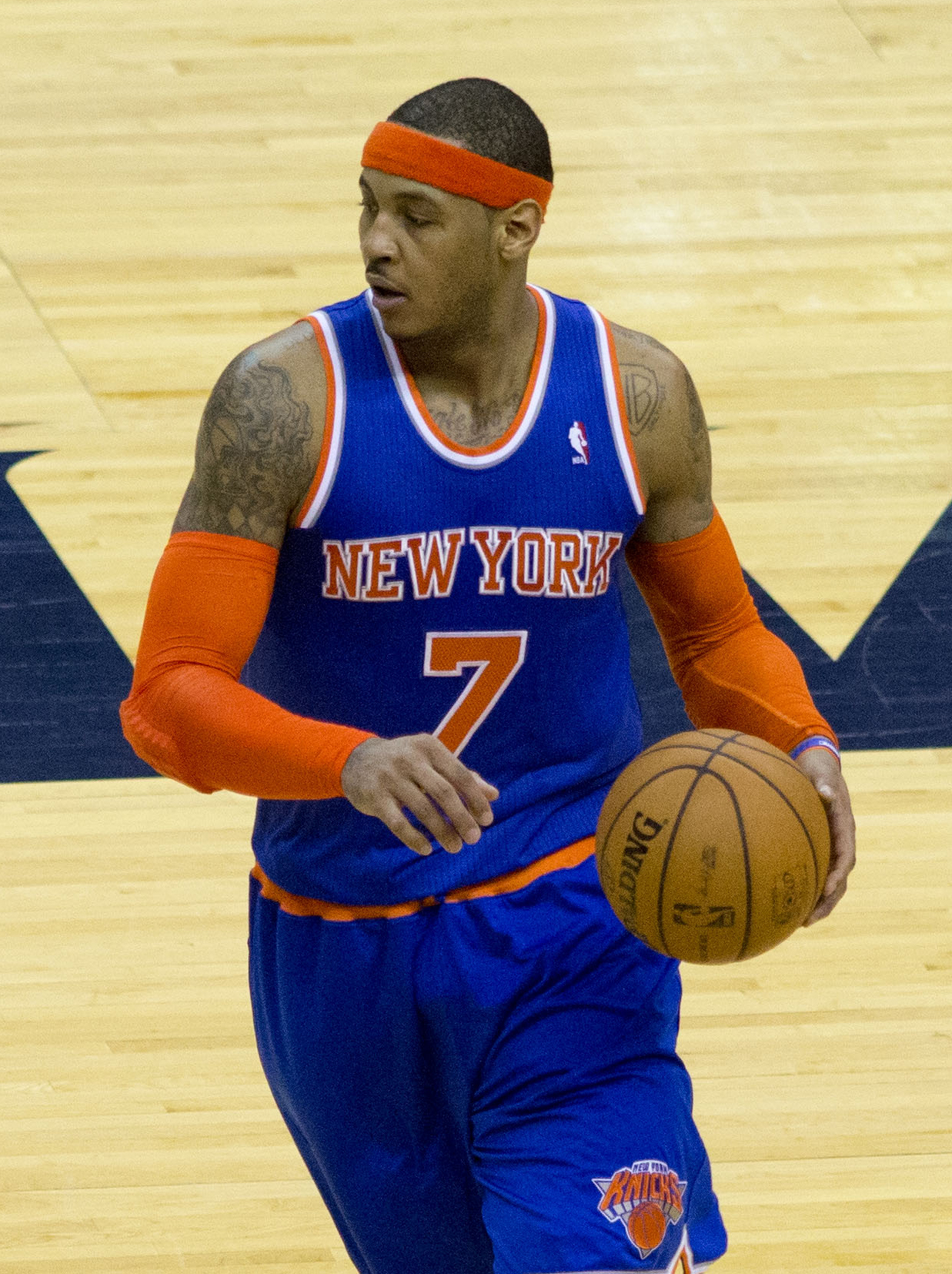
Anthony en 2013.

Tras ser elegido en un par de ocasiones "Jugador de la semana en la Conferencia Este" y de llevar a los Knicks a uno de los mejores arranques ligueros, el día 9 de enero es sancionado con un partido después de un enfrentamiento con Kevin Garnett dónde el jugador de los Celtics, conocido por su trash talking, saca de quicio a Melo después de decir que su mujer tenía sabor a un tipo cereales. Tras el partido Carmelo acudió al aparcamiento dónde se encontraba el autocar de los verdes con intención de hablar con Garnett. La NBA tomó esto como una falta, lo que le supuso un partido de sanción.
El 27 de enero iguala el récord de la franquicia Knickerbocker de triples anotados en un partido, Anthony anotó 9 de 12 intentos desde más allá de la línea de 7,25 m, en un partido dónde los Knicks ganaron a los Atlanta Hawks gracias a un game winner de Melo. El 30 de enero en un partido que enfrentaba a los Knicks contra Orlando Magic, Anthony batió el récord de la franquicia neoyorquina con 30 partidos consecutivos anotando más de 20 puntos, rompiendo el récord de Richie Guerin.
El 2 de abril de 2013 consiguió igualar su marca de carrera de puntos en un partido (50 puntos) en el enfrentamiento contra Miami Heat en un recital de tiro (7-10 en triples). La noche siguiente anotó 40 contra los Hawks y luego 41 contra los Bucks convirtiéndose en el primer jugador desde  Bernard King en anotar más de 40 puntos en tres partidos consecutivos para los Knicks. Además se convirtió en el tercer jugador de la historia en anotar más de 40 puntos en tres partidos consecutivos con más del 60% de acierto en el lanzamiento, gesta tan solo conseguida por Bernard King y Michael Jordan.
Carmelo recibió dos premios consecutivos al "Jugador de la Semana de la Conferencia Este" después de contribuir notablemente en la racha de 13 partidos consecutivos ganados de los de New York, promediando 41,8 puntos durante esta racha. Además logró igualar de nuevo a Bernard King después de anotar más de 35 puntos en 5 partidos consecutivos, algo que no lograba nadie desde Kobe Bryant en la temporada 2006-07. En 2013 Melo se convierte en el primer jugador de los Knicks en ser el jugador que más camisetas vende en la NBA. La racha de victorias se acaba con la derrota frente a los Bulls, pero Anthony, con 36 puntos y 19 rebotes en ese partido, bate el récord de los Kincks con 35+ puntos en 6 partidos consecutivos. Recibe el premio de jugador del mes de abril de la Conferencia Este.
Por primera vez en su carrera logra ser el máximo anotador de la NBA con un promedió de 28,7 puntos por partido, la segunda mejor marca anotadora de su carrera. Pese a ser candidato al MVP, no logra el galardón y es relegado al Segundo mejor quinteto del año.
Los playoffs son marcados por la lesión que sufre en el hombro izquierdo en un partido de la serie contra Celtics. Los Knicks caen en segunda ronda contra los Pacers en el 6.º partido. Logra promediar 28,8 ppp pese a su dolencia que ve lacrada su capacidad de tiro.

##### Temporada 2013-14
Durante su cuarta temporada en la Gran Manzana, el equipo comienza con un 3-13, pero Carmelo promedia 26,3 puntos y 9,9 rebotes por partido, incluyendo 4 doble-dobles consecutivos: ante Indiana (30 puntos - 18 rebotes), Washington (23 - 12), Portland (34 - 15) y los LA Clippers (27 - 10).
El 24 de enero de 2014, estableció su récord personal de anotación, además del récord de franquicia, y la máxima anotación individual registrada en el Madison Square Garden al conseguir 62 puntos (con 13 rebotes y 0 pérdidas) ante los Charlotte Bobcats.
El 30 de enero alcanzó los 19 000 puntos en su carrera, siendo el 50 jugador en la historia en conseguirlo, y entre los cinco más jóvenes en lograrlo. Fue nombrado jugador del mes de enero de la Conferencia Este.
El 16 de febrero disputó su séptimo All-Star Game de la NBA como titular por la Conferencia Este.
Finalizó la temporada promediando 27,4 puntos y 8,1 rebotes, siendo el jugador de la liga con más minutos disputados por partido con 38,7, pero no se clasificó para playoffs por primera vez en su carrera.
El 23 de junio informó a los Knicks que sería agente libre, pero el 13 de julio renovaría contrato con los Knicks por cinco años.

##### Temporada 2014-15
En el cuarto encuentro de su quinta temporada con los Knicks, se convirtió en el 40.º jugador de la historia en alcanzar los 20 000 puntos, siendo uno de los 10 en activo que lo consigue y el sexto más joven de la historia por detrás de LeBron James (28 años y 17 días), Kobe Bryant (29 años, 122 días), Wilt Chamberlain (29 años, 134 días), Michael Jordan (29 años, 326 días) y Oscar Robertson (30 años, 97 días).
El 22 de enero de 2015, fue nombrado titular del 2015 NBA All-Star Game, su séptimo nombramiento consecutivo y el octavo de su carrera. Tras el All-Star, el 18 de febrero, fue descartado para el resto de la temporada, tras ser operado de la rodilla izquierda.

##### Temporada 2015-16
El 20 de enero de 2016, ante los Jazz, Anthony anotó 30 puntos, superando a Larry Bird en el puesto 31 de los máximos anotados de la historia. El 21 de enero, fue titular en el 2016 NBA All-Star Game. El 23 de enero, superó a Gary Payton en la lista de máximos anotadores. Y el 9 de marzo, ante Phoenix Suns, anotó 23 puntos y se colocó en el puesto 29 de esa lista al superar a Clyde Drexler.
Acabó la temporada con 21,8 ppp pero promediando 4,2 asistencias.

##### Temporada 2016-17

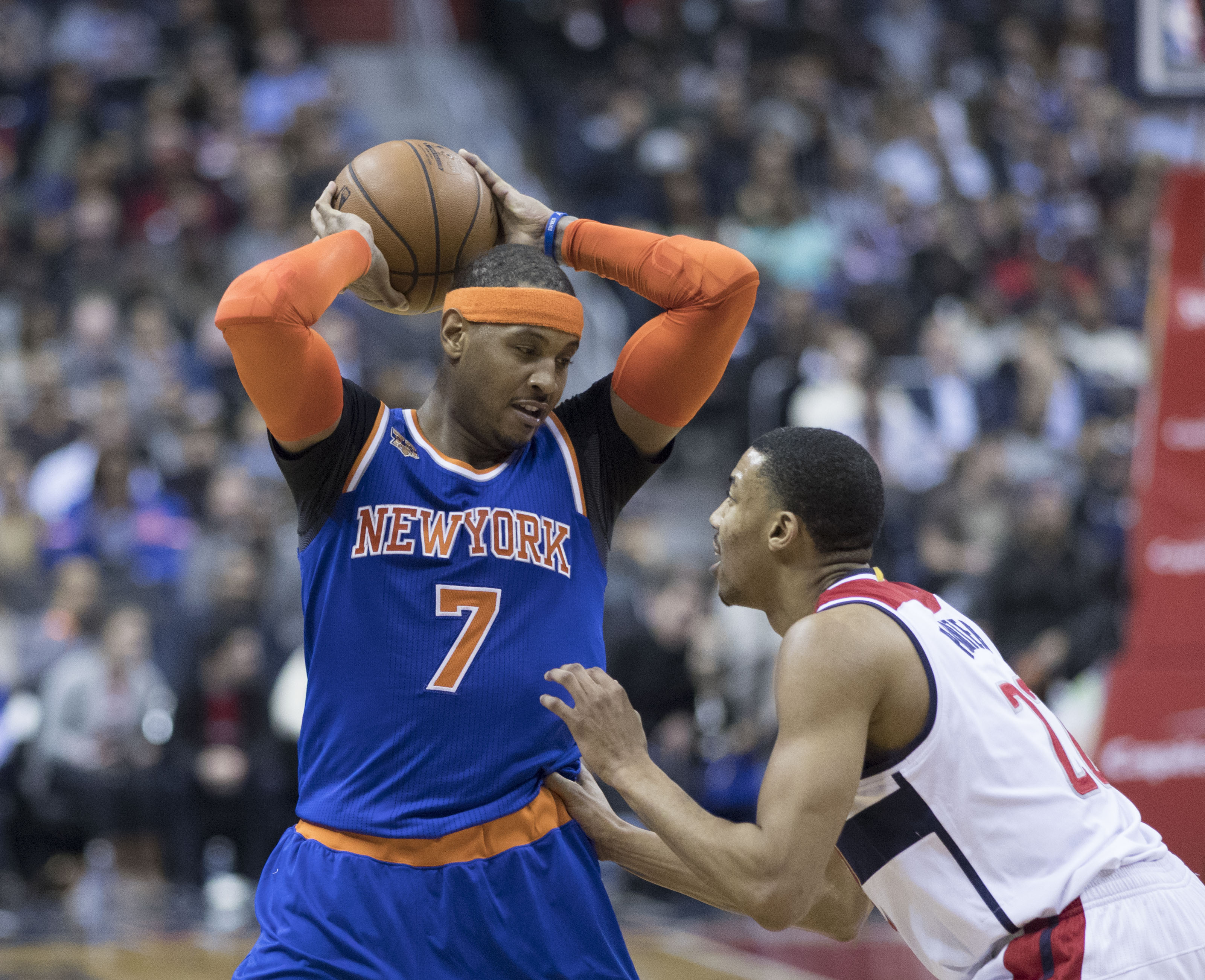
Anthony con los Knicks en 2017.

El 9 de diciembre de 2016, ante Sacramento Kings, se convirtió en el quinto jugador en activo en alcanzar los 23 000. El 25 de diciembre, superó a Elgin Baylor en la lista de máximos anotadores, situándose en el 28º lugar. El 11 de enero de 2017, superó a Robert Parish en el puesto 26.
El 19 de enero, ante los Wizards, Anthony anotó 25 puntos en el segundo cuarto, superando el anterior récord de 24 puntos, que poseían Willis Reed y Allan Houston.
El 29 de enero, anotó 45 puntos ante Atlanta Hawks. Y el 12 de febrero superó a Charles Barkley en el puesto 25 de la clasificación de máximos anotadores.
El 15 de febrero de 2017, se anunció como reemplazo de Kevin Love para el 2017 NBA All-Star Game, siendo su décima aparición en All-Star.
El 12 de marzo, se convirtió en el tercer jugador en anotar 10 000 puntos para dos franquicias, uniéndose a Kareem Abdul-Jabbar (Milwaukee Bucks y L.A. Lakers) y Elvin Hayes (San Diego/Houston Rockets y Baltimore/Capital/Washington Bullets). Dos días después, el 14 de marzo, superó los 24 000 puntos en su carrera.
En verano, tras varios conflictos con el presidente de la franquicia Phil Jackson, Anthony pidió el traspaso.

#### Oklahoma City Thunder (2017–2018)
Tras siete temporadas en la Gran Manzana, en verano de 2017, Carmelo pone rumbo a Oklahoma City, en un traspaso a cambio a Enes Kanter y Doug McDermott. Conformando, así, el nuevo "Big Three" de los Thunder, junto a Russell Westbrook y Paul George.
El 27 de enero de 2018, en un partido frente a Detroit Pistons, Carmelo supera la cifra de 25 000 puntos en la NBA. Siendo el jugador número 21 en lograr esa cifra, y el 11.º más joven en alcanzarla.
Disputó como titular 78 encuentros esa temporada, con 32 minutos por partido, pero bajando sus prestaciones anotadoras hasta los 16,2 puntos por partido, la más baja de su carrera hasta ese momento. Cayeron en primera ronda de playoffs ante Utah Jazz (2-4), y Anthony declaró que si renovase como Thunder, no aceptaría salir desde el banquillo:

"Yeah, I'm not sacrificing no bench role," Anthony said. "That's out of the question."
"Sí, no voy a sacrificar ningún papel de banquillo", dijo Anthony. "Eso está fuera de toda discusión".

#### Houston Rockets (2018–2019)
En el verano previo al comienzo de la 2018-19, Carmelo acababa en Atlanta Hawks, en un traspaso a tres bandas, en el que se incluía, entre otros, a Dennis Schröder. Los Hawks le cortaron, y firmó con Houston Rockets por una temporada, por el mínimo de veterano. Tras disputar 10 partidos con los Rockets, la franquicia texana decide apartar a Carmelo del equipo. Tras semanas de incertidumbre, el 22 de enero es traspasado a Chicago Bulls. Tan solo diez días después, los Bulls cortan a Carmelo.

#### Portland Trail Blazers (2019–2021)

##### Temporada 2019-20
El 15 de noviembre de 2019, Carmelo firma un contrato no garantizado con los Portland Trail Blazers. El 19 de noviembre debutaba frente a Brooklyn Nets anotando 10 puntos. El 10 de agosto de 2020, Melo se convierte en el 15.º máximo anotador de la NBA, superando así a Kevin Garnett, John Havlicek y Paul Pierce. El 23 de febrero de 2020, en la victoria ante Detroit, anotó 32 puntos, siendo su mejor marca de la temporada. Terminó la temporada regular disputando 58 encuentros, todos de titular, con un promedio de 15,4 puntos por partido.

##### Temporada 2020-21
En noviembre de 2020 renueva con Portland por un año más, en la que sería su segunda temporada en el equipo. El 3 de mayo de 2021, Carmelo se convierte en el 10.º máximo anotador de la historia de la NBA, superando los 27.313 de Elvin Hayes. Al término de la temporada, el 29 de junio de 2021, se le hace entrega del premio Social Justice Champion que otorga la NBA, con un valor de cien mil dólares para ser donados a una asociación benéfica.

#### Los Angeles Lakers (2021–2022)

##### Temporada 2021-22
El 3 de agosto de 2021 firmó como agente libre por una temporada con Los Angeles Lakers. El 24 de octubre de 2021, en el tercer encuentro de la temporada, se convirtió en el noveno máximo anotador de la historia de la NBA al superar los 27 409 puntos de Moses Malone. Acabó la temporada promediando 13,3 puntos y 4,2 rebotes por partido.

### Retirada
El 22 de mayo de 2023, tras un año sin jugar, anunció en sus redes sociales su retirada oficial del baloncesto después de 19 temporadas, marchándose como noveno máximo anotador de la historia de la liga.

## Selección nacional

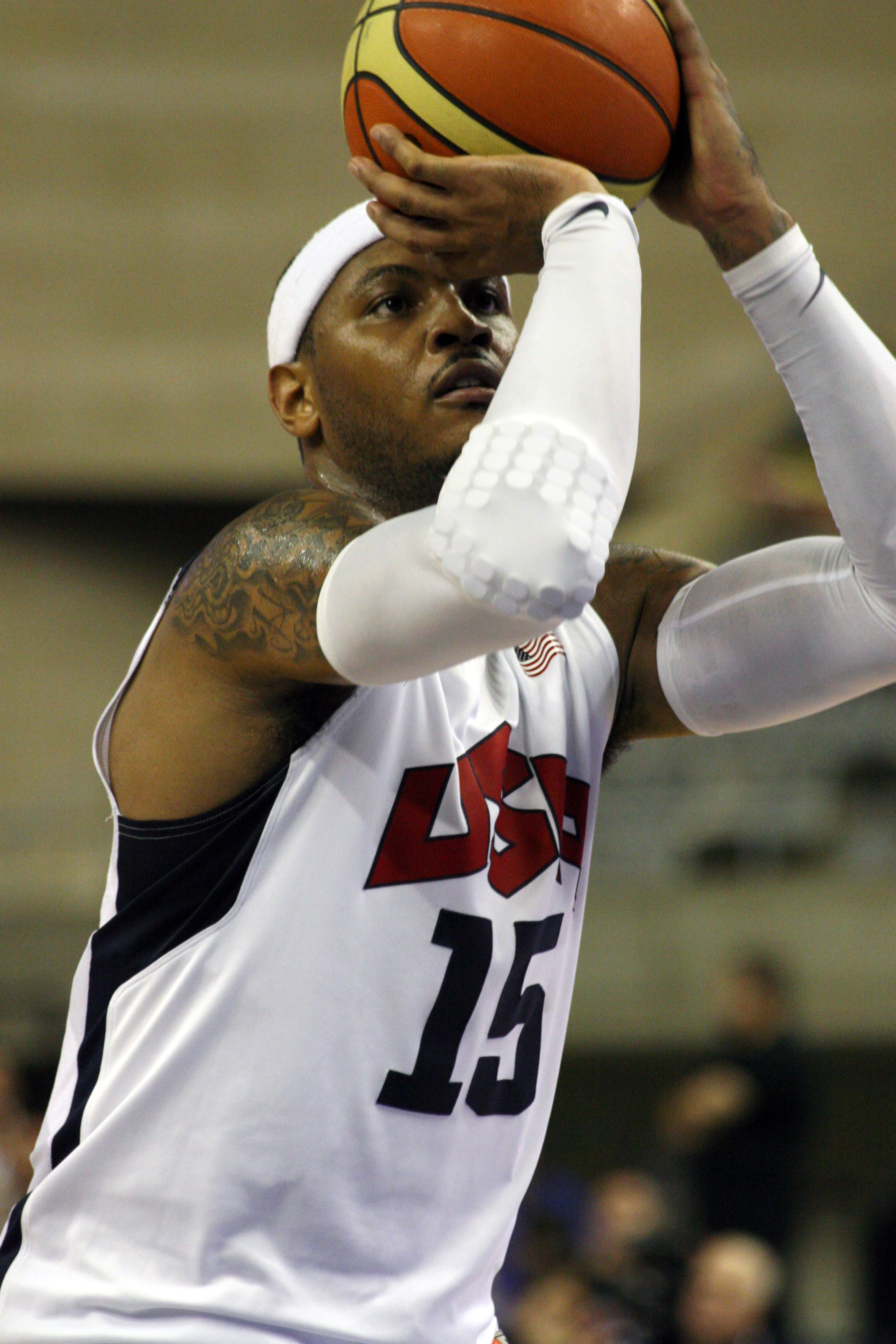
Carmelo tirando un tiro libre en los Juegos Olímpicos de verano en 2012

Anthony participó en el Mundial Júnior con la selección de Estados Unidos en Venezuela en 2002, donde consiguió la medalla de bronce. En las semifinales cayeron ante los anfitriones, con Anthony contribuyendo con 13 puntos y 10 rebotes. Previamente, Carmelo tuvo su primera experiencia con la selección estadounidense en el Youth Development Festival de 2001.
En año 2004 disputó los Juegos Olímpicos de Atenas 2004, ganando la medalla de bronce y aportando 2,4 puntos y 1,6 asistencias por partido.
Carmelo fue nombrado junto a LeBron James y Dwyane Wade, capitán del equipo para el Campeonato Mundial de Baloncesto disputado en Japón en 2006, en el que Estados Unidos se llevó la medalla de bronce. En este campeonato, Carmelo batió el récord de puntos anotados por un jugador de Estados Unidos en un partido, con 35 puntos, superando los 34 que consiguió Kenny Anderson en 1990. Anthony fue incluido en el quinteto ideal del torneo junto a Pau Gasol (MVP del torneo), Jorge Garbajosa, Manu Ginóbili y Theodoros Papaloukas. Sus números fueron 19,9 puntos, 3,7 rebotes y 1,6 asistencias por encuentro.
El 16 de enero de 2006, Anthony fue elegido mejor jugador de baloncesto masculino de Estados Unidos por su actuación en el Mundial de Japón.
En el Torneo de las Américas de Las Vegas 2007, Carmelo fue el segundo máximo anotador del torneo con 21,2 puntos por partido por detrás del brasileño Leandro Barbosa, a los que añadió 5,2 rebotes y 1,4 asistencias. Igualó el récord de Allen Iverson de más puntos en el torneo clasificatorio con 28, y más tarde fue superado por LeBron James con 31 puntos ante Argentina. Estados Unidos se adjudicó este torneo en la final contra Argentina, con un récord de 10 victorias por ninguna derrota.
Anthony participó también en los Juegos Olímpicos de Pekín 2008, en los que Estados Unidos se adjudicó la medalla de oro acabando el torneo invicto. En la semifinal ante Argentina, Carmelo batió el récord de la selección de tiros libres convertidos (13 de 13) y el de porcentaje de acierto en tiros libres. Fue su mejor partido en el torneo con 21 puntos. En la final, Estados Unidos derrotó a los campeones del mundo, España, por 118-107. En este encuentro Carmelo anotó 13 puntos, y acabó el campeonato con 11,5 puntos, 4,3 rebotes y 1 robo por partido.
En Londres 2012 la selección estadounidense, volvió a adjudicarse la medalla de Oro, de nuevo frente a la España de Pau Gasol por 100-107. En ese campeonato Carmelo, salió todos los partidos desde el banquillo, pero terminó con una puntuación de 16.3 puntos por encuentro.
En los Juegos Olímpicos de Río 2016, el team USA, volvió a demostrar su dominio, consiguiendo una nueva medalla de Oro, la tercera consecutiva. Esta vez, eliminada España en semifinales (76-82), su rival en la final fue Serbia, al que derrotaron por 96-66. Por su parte Carmelo, que fue parte del quinteto titular en todos los partidos, se adjudicó su cuarta medalla Olímpica, siendo el jugador con más medallas de la historia en esta categoría.

### Estadísticas en Juegos Olímpicos
| JJOO         | Equipo   | PJ | PT | MPP  | %TC  | %3P  | %TL  | RPP | APP | ROB | TPP | PPP  |
| ------------ | -------- | -- | -- | ---- | ---- | ---- | ---- | --- | --- | --- | --- | ---- |
| Atenas 2004  | Team USA | 7  | 0  | 6.8  | .250 | .182 | .500 | 1.6 | .0  | .3  | .7  | 2.4  |
| Pekín 2008   | Team USA | 8  | 8  | 19.1 | .422 | .378 | .828 | 4.3 | .4  | 1.0 | .3  | 11.5 |
| Londres 2012 | Team USA | 8  | 0  | 17.8 | .535 | .500 | .789 | 4.8 | 1.3 | .5  | .0  | 16.3 |
| Río 2016     | Team USA | 8  | 8  | 23.3 | .393 | .400 | .619 | 5.2 | 2.2 | .6  | .3  | 12.1 |
| Total        | Total    | 31 | 16 | 16.8 | .431 | .410 | .746 | 4.0 | 1.0 | .6  | .1  | 10.8 |

## Estadísticas de su carrera en la NBA
|  | Líder de la liga |

### Temporada regular
| Año      | Equipo        | PJ    | PT    | MPP  | %TC  | %3P  | %TL  | RPP | APP | ROB | TPP | PPP  |
| -------- | ------------- | ----- | ----- | ---- | ---- | ---- | ---- | --- | --- | --- | --- | ---- |
| 2003-04  | Denver        | 82    | 82    | 36.5 | .426 | .322 | .777 | 6.1 | 2.8 | 1.2 | .5  | 21.0 |
| 2004-05  | Denver        | 75    | 75    | 34.8 | .431 | .266 | .796 | 5.7 | 2.6 | .9  | .4  | 20.8 |
| 2005-06  | Denver        | 80    | 80    | 36.8 | .481 | .243 | .808 | 4.9 | 2.7 | 1.1 | .5  | 26.5 |
| 2006-07  | Denver        | 65    | 65    | 38.2 | .476 | .268 | .808 | 6.0 | 3.8 | 1.2 | .3  | 28.9 |
| 2007-08  | Denver        | 77    | 77    | 36.4 | .492 | .354 | .786 | 7.4 | 3.4 | 1.3 | .5  | 25.7 |
| 2008-09  | Denver        | 66    | 66    | 34.3 | .443 | .371 | .793 | 6.8 | 3.4 | 1.1 | .4  | 22.8 |
| 2009-10  | Denver        | 69    | 69    | 38.2 | .458 | .316 | .830 | 6.6 | 3.2 | 1.3 | .4  | 28.2 |
| 2010-11  | Denver        | 50    | 50    | 35.5 | .452 | .333 | .823 | 7.6 | 2.8 | .9  | .6  | 25.2 |
| 2010-11  | New York      | 27    | 27    | 36.2 | .461 | .424 | .872 | 6.7 | 3.0 | .9  | .6  | 26.3 |
| 2011-12  | New York      | 55    | 55    | 34.1 | .430 | .335 | .804 | 6.3 | 3.6 | 1.1 | .4  | 22.6 |
| 2012-13  | New York      | 67    | 67    | 37.0 | .449 | .379 | .830 | 6.9 | 2.6 | .8  | .5  | 28.7 |
| 2013-14  | New York      | 77    | 77    | 38.7 | .452 | .402 | .848 | 8.1 | 3.1 | 1.2 | .7  | 27.4 |
| 2014-15  | New York      | 40    | 40    | 35.7 | .444 | .341 | .797 | 6.6 | 3.1 | 1.0 | .4  | 24.2 |
| 2015-16  | New York      | 72    | 72    | 35.1 | .434 | .339 | .829 | 7.7 | 4.2 | .9  | .5  | 21.8 |
| 2016-17  | New York      | 74    | 74    | 34.3 | .433 | .360 | .833 | 5.9 | 2.9 | .8  | .4  | 22.4 |
| 2017-18  | Oklahoma City | 78    | 78    | 32.1 | .404 | .357 | .767 | 5.8 | 1.3 | .6  | .6  | 16.2 |
| 2018-19  | Houston       | 10    | 2     | 29.4 | .405 | .328 | .682 | 5.4 | .5  | .4  | .7  | 13.4 |
| 2019-20  | Portland      | 58    | 58    | 32.8 | .430 | .385 | .845 | 6.3 | 1.5 | .8  | .5  | 15.4 |
| 2020-21  | Portland      | 69    | 3     | 24.5 | .421 | .409 | .890 | 3.1 | 1.5 | .7  | .6  | 13.4 |
| 2021-22  | L.A. Lakers   | 69    | 3     | 26.0 | .441 | .375 | .830 | 4.2 | 1.0 | .7  | .8  | 13.3 |
| Total    | Total         | 1,260 | 1,120 | 34.5 | .447 | .355 | .814 | 6.2 | 2.7 | 1.0 | .5  | 22.5 |
| All-Star | All-Star      | 10    | 8     | 26.2 | .507 | .327 | .727 | 7.5 | 1.1 | .5  | .3  | 18.5 |

### Playoffs
| Año   | Equipo        | PJ | PT | MPP  | %TC  | %3P  | %TL  | RPP  | APP | ROB | TPP | PPP  |
| ----- | ------------- | -- | -- | ---- | ---- | ---- | ---- | ---- | --- | --- | --- | ---- |
| 2004  | Denver        | 4  | 4  | 35.8 | .328 | .182 | .800 | 8.3  | 2.8 | 1.3 | .0  | 15.0 |
| 2005  | Denver        | 5  | 5  | 36.0 | .422 | .000 | .813 | 5.4  | 2.0 | .6  | .2  | 19.2 |
| 2006  | Denver        | 5  | 5  | 38.6 | .333 | .000 | .750 | 6.6  | 2.8 | .8  | .2  | 21.0 |
| 2007  | Denver        | 5  | 5  | 42.0 | .480 | .500 | .795 | 8.6  | 1.2 | 1.0 | .0  | 26.8 |
| 2008  | Denver        | 4  | 4  | 36.5 | .364 | .250 | .828 | 9.5  | 2.0 | .5  | .3  | 22.5 |
| 2009  | Denver        | 16 | 16 | 38.3 | .453 | .364 | .826 | 5.8  | 4.1 | 1.8 | .6  | 27.2 |
| 2010  | Denver        | 6  | 6  | 42.3 | .464 | .316 | .877 | 8.5  | 3.3 | 2.0 | .5  | 30.7 |
| 2011  | New York      | 4  | 4  | 39.0 | .375 | .346 | .853 | 10.3 | 4.8 | 1.3 | .8  | 26.0 |
| 2012  | New York      | 5  | 5  | 40.8 | .419 | .222 | .756 | 8.2  | 2.2 | 1.2 | .2  | 27.8 |
| 2013  | New York      | 12 | 12 | 40.1 | .406 | .298 | .885 | 6.6  | 1.6 | 1.1 | .2  | 28.8 |
| 2018  | Oklahoma City | 6  | 6  | 32.3 | .375 | .214 | .733 | 5.7  | .3  | 1.8 | .7  | 11.8 |
| 2020  | Portland      | 5  | 5  | 35.2 | .412 | .421 | .857 | 5.0  | 2.0 | 1.0 | .4  | 15.2 |
| 2021  | Portland      | 6  | 0  | 23.8 | .417 | .378 | .909 | 3.2  | 1.5 | .3  | .2  | 12.3 |
| Total | Total         | 83 | 77 | 37.3 | .414 | .324 | .826 | 6.7  | 2.5 | 1.2 | .3  | 23.1 |

## Logros y reconocimientos
Universidad
- Mejor Jugador del Torneo de la NCAA (2003)
- Campeón de la NCAA (2003)
- Premio USBWA al Freshman Nacional del Año (2003)
- 2.º equipo All-American consensuado (2003)

NBA
- Mejor quinteto de rookies de la NBA (2004)
- 10 veces All-Star Game de la NBA (2007, 2008, 2010, 2011, 2012, 2013, 2014, 2015, 2016, 2017)
  - MVP del Rookie Challenge (2005)
- 2 veces 2.º Mejor Quinteto de la NBA (2010, 2013)
- 4 veces 3.er Mejor Quinteto de la NBA (2006, 2007, 2009, 2012)
- Máximo anotador de la NBA (2013)

Honores
- Su dorsal N.º 15 retirado en Syracuse.
- 2 veces USA Basketball Male Athlete of the Year (2006, 2016)
- Maurice Lucas Award (2020)
- Social Justice Champion (2021)
- Elegido en el Equipo del 75 aniversario de la NBA en 2021.

Selección
- JJOO Atenas 2004
- JJOO Pekín 2008
- JJOO Londres 2012
- JJOO Río de Janeiro 2016
  - Jugador con más medallas olímpicas (4) en la categoría de baloncesto masculino.
- Mundial Japón 2006
  - Mejor quinteto del Mundial de Japón 2006.
- FIBA Américas Las Vegas 2007
- FIBA Américas Sub-18 Isla Margarita 2002

### Récords en la NBA
- Jugador con más puntos consecutivos anotados en un partido: 26 puntos (10/2/2008, ante Minnesota Timberwolves).[114]
- Jugador de New York Knicks con más puntos en un partido: 62 puntos (24/1/2014, ante Charlotte Bobcats).[115]

### Partidos ganados sobre la bocina
|      | con Denver Nuggets           |
| (PO) | Denota un partido de PlayOff |

| Número | Tiro               | Margen | Resultado | Oponente        | Fecha                   |
| ------ | ------------------ | ------ | --------- | --------------- | ----------------------- |
| 1      | Tiro en suspensión | -1     | 97-96     | Toronto Raptors | 26 de noviembre de 2010 |
| 2      | Tiro en suspensión | -1     | 97-98     | Chicago Bulls   | 26 de marzo de 2010     |

## Vida personal
Anthony tiene dos hermanos, Robert y Wilford, una hermana, Michelle (fallecida), y una hermanastra, Daphne. Su madre, Mary, es afroamericana, y su padre era puertorriqueño.
Carmelo se casó con la presentadora de la MTV LaLa Vásquez el 25 de diciembre de 2004. El 7 de marzo de 2007 nació el único hijo de la pareja, Kiyan Carmelo Anthony. En julio de 2010, Michael Eric Dyson casó a la pareja en el hotel Cipriani de Nueva York ante 320 invitados.
En abril de 2017, se supo que La La se había mudado del apartamento de la pareja y que ambos vivían separados. La pareja se reconcilió en diciembre de 2018. Pero en junio de 2021, La La firmó el divorcio.
Anthony fue el invitado estrella del capítulo "Objetos Perdidos" del sitcom Manual de supervivencia escolar de Ned. En el episodio, Ned se encuentra un par de zapatillas autografiadas por Anthony en los objetos perdidos de la escuela e intenta reclamar que son suyas. Anthony también aparece en el video musical de la canción "Be" de Common en 2005, y en "Can You Believe It" de Styles P y Akon, ese mismo año.
Anthony es el único jugador que ha aparecido en las portadas de los tres videojuegos de baloncesto de EA Sports (NCAA March Madness, NBA Live y NBA Street).
En enero de 2009, Colorado Sports Hall of Fame seleccionó a Carmelo como su atleta profesional de 2008.

### Obras de caridad
Carmelo dona su tiempo y su dinero a diversas causas benéficas tanto en Denver como en Baltimore. En Denver colabora con un centro familiar, organizando fiestas navideñas en beneficio de niños discapacitados. En Baltimore organiza cada año un torneo de 3 contra 3. Además, en esta ciudad abrió un centro comunitario para los jóvenes. También abrió dos canchas en Puerto Rico. Una en San Juan y otra en Loiza. Donó 1,5 millones de dólares a una organización sin ánimo de lucro que ofrece educación, formación profesional y programas de servicios comunitarios destinados a 35 000 niños y jóvenes de la comunidad del este de Baltimore.
Después del tsunami del sudeste asiático en 2004, Anthony donó 35 000 dólares para contribuir a reparar los daños.
Carmelo donó 3 millones de dólares a la Universidad de Siracusa para la construcción de unas nuevas instalaciones para la práctica del baloncesto que llevarán su nombre. Este acto constituye la mayor donación que ha recibido en su historia dicha universidad.